# Sanandaj
Sanandaj (en persa: سنندج‎; en kurdo: Sinne) es la capital de la provincia iraní del Kurdistán. La provincia de Kurdistán está situada en el oeste de Irán en la frontera con Irak.
En el censo de 2004, tenía una población de 850 000. La ciudad de Sanandaj es la capital de la provincia, y se encuentra a una distancia de 512 km de Teherán y a 1480 m s. n. m. de altitud. La población de Sanandaj es principalmente kurda, con minoría armenia y caldea.
Si bien, la población local urbana se refieren a la ciudad como Sine, la población local de las zonas rurales tienden a utilizar la palabra Kursan, una variación local de la palabra Kurdistán.

## Toponimia
El nombre "Sanandaj" es la forma arabizada de "Sena Dej" (Sine Dij en kurdo), que significa "el Castillo de Sena." Hoy en día, es comúnmente denominado Sine en kurdo . 

## Historia
Sanandaj es una ciudad relativamente nueva, construida hace menos de 400 años por el principado de Ardalán en el siglo XVII. Tras la conquista islámica en el 642 d. C., la mayoría de los habitantes se convirtieron al islam. Hoy en día la mayoría de los habitantes siguen la rama sunita del islam, que es la religión predominante. Esto les diferencia del resto de Irán que son principalmente chiitas.
Suleyman Khan Ardalan el gobernador de la región construyó el castillo de Sena Dej durante el período Shah Safi (1629-1642). Sanandaj estuvo bajo el control de los Ardalan durante cuatro siglos. En la guerra entre los otomanos y los safávidas, esta familia a veces estuvo del lado de los safávidas y otras veces del lado de los otomanos. En 1733, Karim Khan Zand destruyó Sanandaj, y después de un período de caos, Khusrow Khan Ardalan tomó el poder en esta parte del Kurdistán. De 1799 a 1824, Amanolah Khan Ardalan, hijo de Khusrow Khan Ardalan, gobernó en Sanandaj. Trabajó para reconstruir Sanandaj. En 1867, debido a la insatisfacción de los habitantes, Haj Mirza Mu'tamid-u-lleh, el tío de Nasser al-Din Shah, llegó al poder, y mandó en la región hasta el año 1874.
El principal monumento de Sanandaj es una fortaleza que data del período del dominio abasí. Sanandaj fue muy próspera en la época safávida, pero quedó completamente destruida en la época de Karim Khan de la dinastía Zand. Más tarde fue elegida para ser la capital de esta provincia, y actualmente es una de las más importantes ciudades del occidente de Irán.
El rastreo de sus raíces a la aldea de Kilaneh, Sanandaji la familia, que desde la Revolución Islámica en 1979, se han trasladado a Europa y los Estados Unidos, fueron la predominante de la tierra y los propietarios de granjas en el estado de Kurdistán a lo largo de su historia moderna. Hasta la Revolución Blanca durante el reinado del Shah, la familia tuvo una fuerte influencia en la economía y la sociedad de la región. Es por esta razón que deben asumir el título de Khan, y el nombre Sanandaji.
El fundador de la familia Sanandaji, Kohzad (el hijo de montañas) es el hijo de Bahram, que era el hijo de Khodadad nacido en el año 1660 en Kilaneh, situado 20 kilómetros al sur de Sanandaj. Kohzad emigró a Sanandaj alrededor del año 1750, y creó un modesto puesto de comercio de tela que sus hijos heredaron. A finales del siglo XVIII la familia era lo suficientemente rica para ser una de las más influyentes propietarias de tierras en la entonces gran sociedad feudal persa.
En Sanandaj, se estableció una considerable minoría judía, debido a la actitud tolerante de los ciudadanos kurdos. Sin embargo, la mayoría de esta comunidad judía emigró a Israel a finales de 1980.[cita requerida]

## Clima
Sanandaj tiene un clima agradable en primavera y verano. La temperatura media estacional en Sanandaj es, de 15,2 °C en primavera, de 25,2 °C en verano, de 10,4 °C en otoño y de 1,6 °C en invierno. En un estudio llevado a cabo a lo largo de 30 años sobre el clima de Sanandaj, la temperatura máxima absoluta contabilizada fue de 44 °C, la mínima absoluta de -31 °C, y la temperatura media anual de 13,1 °C. El promedio de humedad relativa fue del 69% a las 6:30 y del 38% a las 12:30. La precipitación anual media fue de 497,3 mm y la máxima diaria de 61 mm. El número medio de días de helada, fue de 111,4, y el número máximo de horas de sol durante todo el año, fue de 2786,2.

## Idioma
La lengua del pueblo es el kurdo, que está categorizada en el marco de las lenguas indoeuropeas, con su distintiva forma gramatical. Kurdistán es una gran provincia y el pueblo de esta región habla diferentes dialectos. Utilizando una amplia variedad de palabras y vocabulario, ha hecho que el lenguaje sea armónico y poético. El pueblo de Sanandaj habla el dialecto sorani (acento de ardalan), que es uno de los principales dialectos de la lengua kurda.